# Andrí Vassiliuk
Andrí Vassiliuk (en ucraïnès Андрій Василюк; Nijin, Província de Txerníhiv, 29 d'agost de 1987) és un ciclista ucraïnès, que milita a l'equip Kolss Cycling Team. S'ha proclamat tres cops campió nacional en contrarellotge.

## Palmarès
- 2011
  - Vencedor d'una etapa al Tour de Ribas
- 2013
  -  Campió d'Ucraïna en contrarellotge
  - Vencedor d'una etapa als Cinc anells de Moscou
- 2014
  -  Campió d'Ucraïna en contrarellotge
- 2015
  - 1r a la Podlasie Tour
- 2016
  -  Campió d'Ucraïna en contrarellotge
  - 1r al Tour de Ribas
  - Vencedor d'una etapa a la Volta al llac Qinghai
- 2019
  - 1r a la Chabany Race
  - 1r a l'Horizon Park Classic